# Râul Cârjoaia
Râul Cârjoaia sau Râul Văcăria este un curs de apă, afluent al râului Buhalnița din județul Iași. 